# مارکو پالو
مارکو پالو (انگلیسی: Marko Palo؛ زادهٔ ۲۶ سپتامبر ۱۹۶۷) بازیکن هاکی روی یخ اهل فنلاند است.